# DNAオリガミ

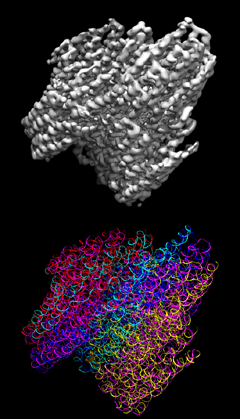
電子線トモグラフィーによって視覚化されたウイルスDNAからなるDNAオリガミ。上はマップ、下は色付けされたDNAの原子モデル。 （ EMDB: EMD-2210）

DNAオリガミ（英: DNA Origami）は、DNA（デオキシリボ核酸）を折りたたんで2次元または3次元の任意のナノスケールの形状を作成する技術である。
DNAの相補的な塩基対間の相互作用を利用して、塩基配列を設計していくことで、DNAはナノ構造体の優れた材料になる。DNAはよく理解された物質なので、分子を所定の位置に保持する足場を作成したり、自由に構造を作るのに適している。
DNAオリガミは2006年3月16日のネイチャー誌の特集記事だった。それ以来、DNAオリガミは芸術の形から進歩していき、ドラッグデリバリーシステムやプラズモン回路などのさまざまな応用が生まれている。ただし、ほとんどの商業的な応用は、コンセプト段階または試験段階にある。

## 概要
DNAを構造体の材料に使う着想は、1980年代初頭にネイドリアン・シーマンによって初めて発表された。DNAオリガミの現在の手法は、カリフォルニア工科大学のポール・ロザムンドによって開発された。この手法では、複数の短い「留め具」の鎖（staple DNA）を使って、ウイルスDNAの長い一本鎖（例えば、M13バクテリオファージの7,249塩基対のゲノムDNA）を折り畳む。これらの短い鎖は、さまざまな場所で長い鎖を固定し、事前に設計された2次元または3次元の形状を作る。例えば、スマイリーフェイスや、中国と南北アメリカの粗い地図や、立方体といった3次元構造などが作られた。
目的の形状を作成するためには、まず単一の長いDNA分子の形状を決めるラスタ画像を描く。次に、この画像を留め具のDNAの配置を計算するコンピュータープログラムに送る。プログラムは、ワトソン-クリックの塩基対にしたがって、留め具のDNAをDNAテンプレートの各位置に紐づけていき、すべて留め具のDNAについて必要なDNA配列を特定して、出力する。これらのDNAを混ぜ合わせて、加熱および冷却する。DNAが冷えると、さまざまな留め具のDNAが長いDNAを目的の形状に引っ張る。こうして作られた形状は、電子顕微鏡や原子間力顕微鏡、またはDNAが蛍光材料に結合されている場合だと蛍光顕微鏡を含むいくつかの方法で直接観察できる。
ボトムアップ自己組織化法が、比較的穏やかな条件下でナノ構造の安価な並列合成を実現する有望な代替手段として考えられている。
この方法が生まれて以降、CADソフトウェアを使用してこの工程を支援するソフトウェアが開発されてきた。これにより、研究者はコンピューターを使用して、特定の形状を作るために必要な正しい留め具のDNAを作成する方法を決定できる。caDNAnoは、こういったソフトウェアの一つで、DNAでこういった構造を作るためのオープンソースソフトウェアの使用により、工程が簡単になるだけでなく、手作業によるミスが大幅に減った。

## 応用
酵素固定化、ドラッグデリバリーシステム、自己組織化ナノテクノロジー素材など、さまざまな応用の構想を提案する文献が出ている。DNAは、構造的・触媒的な汎用性が乏しいため、ナノロボットの可動式の構造を作る用途としては自然な選択肢ではなかったものの、オリガミ上を歩行する機構やアルゴリズム計算のスイッチ機構を作る可能性を検討した論文がいくつか出ている。
次に、研究室で実施された臨床応用の可能性がある例を紹介する。
ハーバード大学ヴィース研究所の研究者は、研究室でのテストでDNAオリガミを使用した自己組織化および自己破壊型のドラッグデリバリー容器について報告している。彼らが作成したDNAナノロボットは、片側にヒンジが付いた開いたDNAチューブで、そのヒンジを使って閉じることができる。薬物で満たされたDNAチューブは、特定の病気に関連するタンパク質を識別して探すように構成されたDNAアプタマーによって閉じられていて、折り紙のナノボットが感染した細胞に到達すると、アプタマーは分解して薬物を放出する。研究者が使った最初の疾患モデルは白血病とリンパ腫だった。
北京の国家ナノ科学中心とアリゾナ州立大学の研究者は、DNAオリガミでできた有名な抗がん剤であるドキソルビシンの送達担体を発表した。薬は、インターカレーションを介してDNAオリガミのナノ構造に非共有結合し、高い薬物負荷が達成された。DNA-ドキソルビシン複合体は、遊離型のドキソルビシンよりもはるかに高い効率で細胞インターナリゼーションによってヒト乳房腺がん細胞（MCF-7）に取り込まれた。細胞殺傷活性の増強は、通常のMCF-7だけでなく、さらに重要なことに、ドキソルビシン耐性細胞でも観察された。研究者らは、ドキソルビシンを運搬したDNAオリガミがリソソームの酸性化を阻害し、その結果、作用部位への薬物の細胞内再分布を引き起こし、腫瘍細胞に対する細胞毒性を高めると理論付けた。
オーフス大学のiNANOセンターとCDNAセンターの研究者グループが実施した研究では、小さなマルチスイッチ可能な3DボックスDNAオリガミを作成した。このナノ粒子は、原子間力顕微鏡、透過型電子顕微鏡、および蛍光共鳴エネルギー移動による観察がされた。このボックスは、独自のDNAまたはRNAのキーのセットに応答して繰り返し開閉できるようにする、独自の再閉鎖機構を備えていることが示された。著者らは、この「DNAデバイスは、単一分子の機能の制御、薬物送達の制御、分子コンピューティングなどの幅広い応用に使用できる可能性がある」と述べた。
ハーバード大学のウィス研究所とバル＝イラン大学のナノテクノロジーおよび先端材料研究所のバイオエンジニアのチームの報告では、DNAオリガミで作られたナノロボットが生体内で事前にプログラムされた処理を完了し、コンピューティング能力を持つことが実証された。概念実証として、チームはさまざまな種類のナノロボット（蛍光マーカーを付きの分子を包むカールしたDNA）を生きているゴキブリに注入した。チームは、ゴキブリ内のマーカーを追跡することにより、標的細胞内の分子（カールを解いたDNAによって放出される）の送達の正確さを実証し、コンピューターシステムと同等の制御が行えることを明らかにした。ナノロボットの数が増えると、論理演算、決定、およびアクションの複雑さが増す。チームは、ゴキブリ内での計算能力を8ビットコンピューターの計算能力にまで拡大できると推定した。
ハーバード大学のウィス研究所の研究者も、ドラッグデリバリーでの潜在的な使用法を発表している。この研究によると、DNAを八面体に折りたたみ、リン脂質の単一の二重層でコーティングし、ウイルス粒子のエンベロープを模した形を作ることでできたほぼビリオンのサイズのDNAナノ粒子は、マウスに注射された後に数時間循環し続けることができた。また、コーティングされていない粒子よりも免疫応答ははるかに低くなった。

## 類似したアプローチ
DNAオリガミと同じ目標を達成するためにタンパク質設計を使う着想もある。スロベニアの国立化学研究所の研究者は、タンパク質のフォールディングの合理的設計を使用して、DNAオリガミで見られるような構造を作成することに取り組んでいる。タンパク質のフォールディングの設計の現在の研究の主な焦点は、標的担体を作成する方法としてタンパク質に付着した抗体を使用するドラッグデリバリー分野である。

## 関連文献
- 葛谷明紀「DNAオリガミ」『日本ロボット学会誌』第28巻、第10号、日本ロボット学会、1155–1157頁、2010年。doi:10.7210/jrsj.28.1155。